# Nyctemera nerenoides
Nyctemera nerenoides là một loài bướm đêm thuộc phân họ Arctiinae, họ Erebidae.